# Germania Est-Germania Ovest 1-0
La partita di calcio Germania Est-Germania Ovest 1-0 venne giocata il 22 giugno 1974 tra le nazionali di Germania Est e Germania Ovest, rivali più dal punto di vista politico – la prima, Repubblica Democratica, sotto l'influenza dell'Unione Sovietica mentre la seconda, Repubblica Federale, sotto quella degli Stati Uniti d'America – che sportivo. Queste s'affrontarono in una gara (giocata al Volksparkstadion di Amburgo) della prima fase del campionato del mondo 1974, passata alla storia come l'unico incontro tra le due nazionali maggiori, e segnato dalla clamorosa vittoria della poco quotata DDR per 1-0, grazie a un gol di Jürgen Sparwasser.

## Antefatti
Va fatto notare come questo storico confronto non fu il primo in assoluto tra le nazionali calcistiche tedesche dell'Est e dell'Ovest in quanto, appena due anni prima, nel corso del torneo olimpico di Monaco di Baviera, esse si trovarono contrapposte in un incontro valevole per la seconda fase a gironi. Tuttavia in quel caso non furono le nazionali maggiori a fronteggiarsi bensì le rispettive nazionali olimpiche. Va però specificato che, per poter rispettare le allora vigenti regole a cinque cerchi sul dilettantismo, l'Ovest aveva dovuto schierare una squadra giovanile; all'Est era stato invece concesso il "privilegio" di mettere in campo la propria nazionale maggiore in quanto, per le proprie leggi sportive, i suoi tesserati erano ufficialmente dei dilettanti. Anche in quel caso a spuntarla furono gli orientali che, grazie alle marcature di Pommerenke, Streich e Vogel, portarono a casa una vittoria per 3-2; per gli occidentali andarono in gol Hoeneß e Hitzfeld.

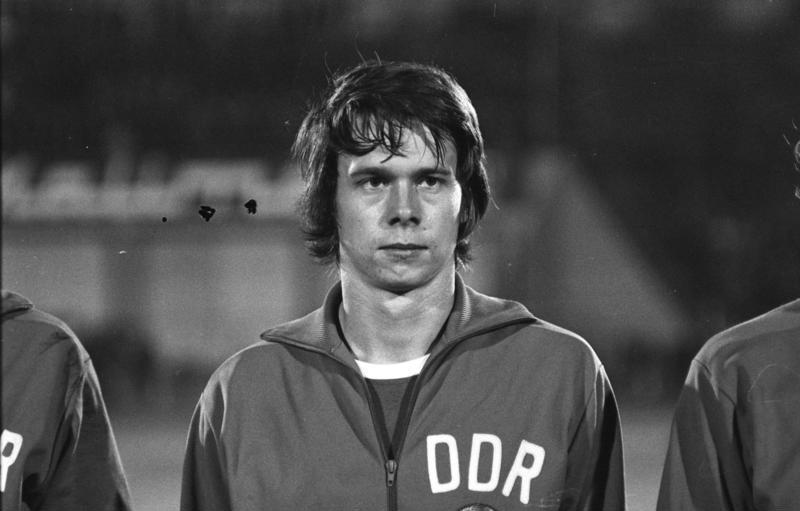
La mezzala Jürgen Sparwasser, autore della decisiva rete che valse il successo agli orientali.

All'appuntamento mondiale del 1974, i padroni di casa della Germania Ovest guidati da Helmut Schön, e la Germania Est allenata da Georg Buschner, vennero inseriti nel gruppo 1 della prima fase a gironi; entrambe arrivarono al confronto diretto con la sicurezza d'essere già qualificate alla seconda fase – gli occidentali avevano agevolmente battuto Cile e Australia per 1-0 e 3-0, mentre gli orientali avevano superato 2-0 gli australiani e pareggiato 1-1 coi cileni – quindi, di fatto, sul piano sportivo la partita metteva in palio solamente il primo posto nel girone, con la Germania Ovest nettamente favorita.
Ciò non toglie che il match era ugualmente molto atteso per via degli inevitabili motivi d'interesse extrasportivi: tra l'altro, in occasione della sentita gara il governo socialista della DDR aveva rilasciato, in netta controtendenza rispetto alla sua politica protezionistica, oltre 8.000 visti turistici validi giusto il tempo della partita.

## La partita
(Günter Grass)
La gara fu condotta per larga parte dalla Germania Ovest, che colpì anche un palo; tuttavia gli orientali, dalla loro ben schierati in campo, riuscirono a respingere le varie offensive avversarie. Dopo alcune buone occasioni per la Germania Est (clamorosa la palla gol sprecata da Hans-Jürgen Kreische a porta vuota), al 77' arrivò proprio il gol degli Ossis: il difensore Kurbjuweit servì in diagonale la mezzala Sparwasser il quale, dopo aver saltato in palleggio grazie ad un controllo in corsa (prima di testa e poi di coscia) Höttges e Vogts, depositò in rete alle spalle del portiere occidentale Maier. Per il resto della gara gli oltre 50.000 tifosi dei Wessis, fino a quel momento festanti, rimasero ammutoliti, tra i festeggiamenti della minoranza orientale.

## Tabellino
| Arbitro: | Barreto |

| |            | |
| Sparwasser 77’ | Marcatori  | |
| · 81’ Croy 1 · Bransch 3 · Kische 18 · Weise 4 · Wätzlich 12 · Lauck 13 · 65’ Irmscher 16 · Kurbjuweit 2 · 73’ Sparwasser 14 · 84’ Kreische 10 · Hoffmann 20 · A disposizione: · Fritsche 5 · Schnuphase 6 · Pommerenke 7 · Löwe 8 · Ducke 9 · Streich 11 · Vogel 15 · 65’ Hamann 17 · Seguin 19 · Blochwitz 21 · Friese 22 | Formazioni | · 1 Maier · 2 Vogts · 3 Breitner · 4 Schwarzenbeck 68’ · 5 Beckenbauer · 8 Cullmann · 9 Grabowski · 14 Hoeneß · 13 Müller · 12 Overath 69’ · 15 Flohe · A disposizione: · 6 Höttges 68’ · 7 Wimmer · 10 Netzer 69’ · 11 Heynckes · 16 Bonhof · 17 Hölzenbein · 18 Herzog · 19 Kapellmann · 20 Kremers · 21 Nigbur · 22 Kleff |
| Buschner | Allenatori | Schön |